# بادا کونی
بادا کونی (به لاتین: Bada Kouni) یک منطقهٔ مسکونی در اتحاد قمر است که در آنژوان واقع شده‌است.

## خصوصیات
بادا کونی ۳٬۲۱۸ نفر جمعیت دارد.